# Choi Young-jun (calciatore 1965)
Choi Yeong-jun (최영준?; 16 agosto 1965) è un allenatore di calcio ed ex calciatore sudcoreano, di ruolo difensore.